# قيراطة (حلب)
قيراطة قرية سوريّة تتبع إداريّاً لمحافظة حلب منطقة جرابلس ناحية مركز جرابلس، بلغ تعداد سكانها 1,546 نسمة حسب التعداد السكاني لعام 2004.